# Art etrusc

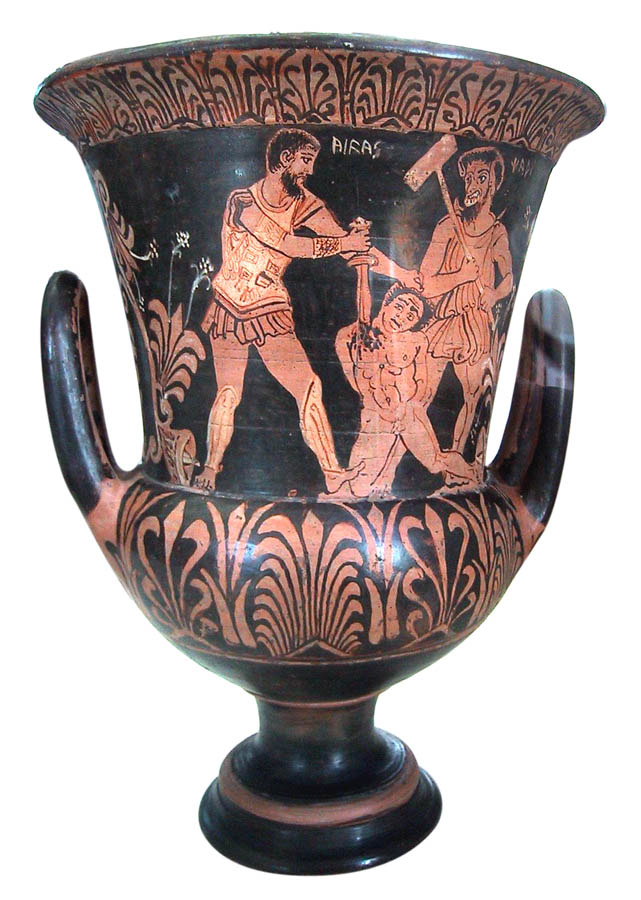
Aquil·les matant un presoner troià en presència del déu Charun (equivalent a Caront), amb un martell

Amb l'expressió art etrusc es fa referència a les manifestacions artístiques dels etruscs en els diversos camps, que es van produir en un període entre el segle ix aC i el segle i aC.

Cavalls alats de Tarquínia, exposats al Museu Nacional de Tarquínia

Els etruscs eren hàbils artesans i comptaven amb grans artistes, pintors dels frescos trobats a les tombes (com els de Tarquínia per exemple), pintors sobre gerros o escultors que produïen obres mestres tant en bronze com en terracota. També eren excel·lents joiers i bons metal·lúrgics. Les seves obres es poden veure als grans museus italians, per exemple els de Florència, el Vaticà o Volterra.

## Història

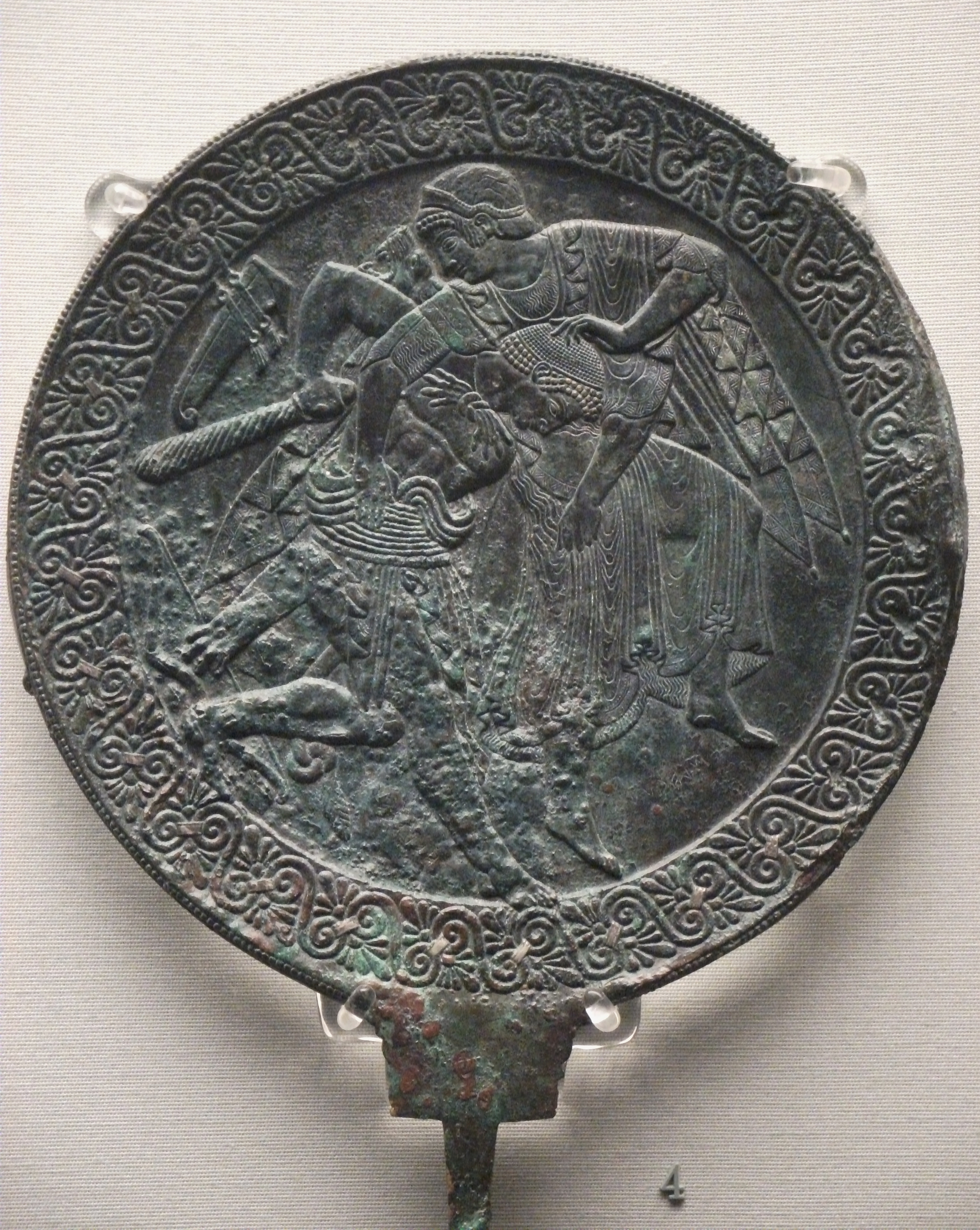
Relleu de mirall amb el darrere amb "Herekele" (Hèrcules) agafant Mlacuch (500–475 aC)

Els etruscs van sorgir de la cultura de Villanova. A causa de la proximitat i/o contacte comercial amb Etrúria, altres cultures antigues van influir en l'art etrusc durant el període orientalitzant, com ara Grècia, Fenícia, Egipte, Assíria i l'Orient Mitjà. Els romans arribarien més tard a absorbir la cultura etrusca a la seva, però també estarien molt influenciats per ells i el seu art.

### Períodes
L'art etrusc normalment es divideix en una sèrie de períodes:
- 900 a 700 aC – període Villanovà. L'èmfasi en l'art funerari ja és evident. Ceràmica d'impasto amb decoració geomètrica, o amb forma d'urnes de barraca. Els objectes de bronze, majoritàriament petits, excepte els vasos, estaven decorats per motllures o amb línies incises. Les estatuetes petites eren majoritàriament nanses o altres accessoris per a vaixells.[1]
- 700–575 aC – Període orientalitzant. El comerç exterior amb civilitzacions mediterrànies establertes interessades en els minerals metàl·lics d'Etrúria i altres productes de més al nord va provocar la importació d'art estranger, especialment el de l'antiga Grècia, i alguns artistes grecs van emigrar. La decoració va adoptar un vocabulari grec i del Pròxim Orient amb palmetes i altres motius, i el lleó estranger era un animal popular per representar. La classe alta etrusca es va enriquir i va començar a omplir les seves grans tombes amb objectes funeraris. Una ceràmica autòctona de Bucchero, que utilitzava el torn del terrisser, va anar al costat de l'inici d'una tradició de gerros pintats d'influència grega, que fins al 600 va extreure més de Corint que d'Atenes.[2] Els trets facials (el perfil, els ulls en forma d'ametlla, el nas gran) als frescos i les escultures, i la representació d'homes de color marró vermellós i dones de pell clara, influenciats per l'art grec arcaic, segueixen les tradicions artístiques de la Mediterrani oriental. Aquestes imatges tenen, per tant, un valor molt limitat per a una representació realista de la població etrusca.[3] No va fins a finals del segle iv a.C. quan es van començar a trobar retrats fisionòmics en l'art etrusc i el retrat etrusc es va fer més realista.[4]
- 575–480 aC – Període arcaic. La prosperitat va continuar creixent i la influència grega va créixer amb l'exclusió d'altres cultures mediterrànies, malgrat que les dues cultures entraven en conflicte a mesura que les seves respectives zones d'expansió es trobaven. El període va veure l'aparició del temple etrusc, amb les seves elaborades i pintades decoracions de terracota, i altres edificis més grans. L'art figuratiu, incloses figures humanes i escenes narratives, es va fer més destacat. Els etruscs van adoptar històries de la mitologia grega amb entusiasme. Les pintures al fresc comencen a trobar-se a les tombes (que els grecs havien deixat de fer segles abans), i potser es van fer per a alguns altres edificis. La conquesta persa de Jònia el 546 va veure una important afluència d'artistes grecs refugiats, especialment a Etrúria meridional. Altres desenvolupaments anteriors van continuar i el període va produir gran part de l'art etrusc més exquisit i distintiu.[5]
- 480–300 aC – Període'Clàssic'. Els etruscs havien assolit el seu punt àlgid en termes econòmic i polític, i el volum d'art produït es va reduir una mica al segle v aC, amb la prosperitat desplaçant-se de les ciutats costaneres a l'interior, especialment la vall del Po. Al segle iv aC els volums van reviure una mica, i les tendències anteriors van continuar desenvolupant-se sense grans innovacions en el repertori, excepte l'arribada de la ceràmica de figures vermelles, i més escultures com els sarcòfags en pedra en lloc de terracota. Els bronzes de Volci es van exportar àmpliament dins d'Etrúria i més enllà. Els romans estaven escollint les ciutats etrusques una per una, i Veios es va conquerir cap al 396 aC.[6]
- 300–50 aC – Helenístic o fase tardana. Durant aquest període, les ciutats etrusques restants van ser absorbides gradualment a la cultura romana, i, especialment al voltant del segle i aC, sovint és difícil jutjar fins a quin punt l'art i l'arquitectura s'han de descriure com a etruscs o romans. Els diferents tipus d'objectes etruscs van deixar de fabricar-se gradualment, les darreres ceràmiques de figueres vermelles van aparèixer a principis del període i les grans tombes pintades van acabar al segle ii. Els estils van continuar seguint les àmplies tendències gregues, amb una sofisticació creixent i un realisme clàssic sovint acompanyats d'una pèrdua d'energia i caràcter. Les estàtues de bronze, ara cada cop més grans, eren de vegades rèpliques de models grecs. Es van introduir els grans grups d'escultures del timpà del temple grec, però en terracota.[7]

## Escultures i objectes ornamentals

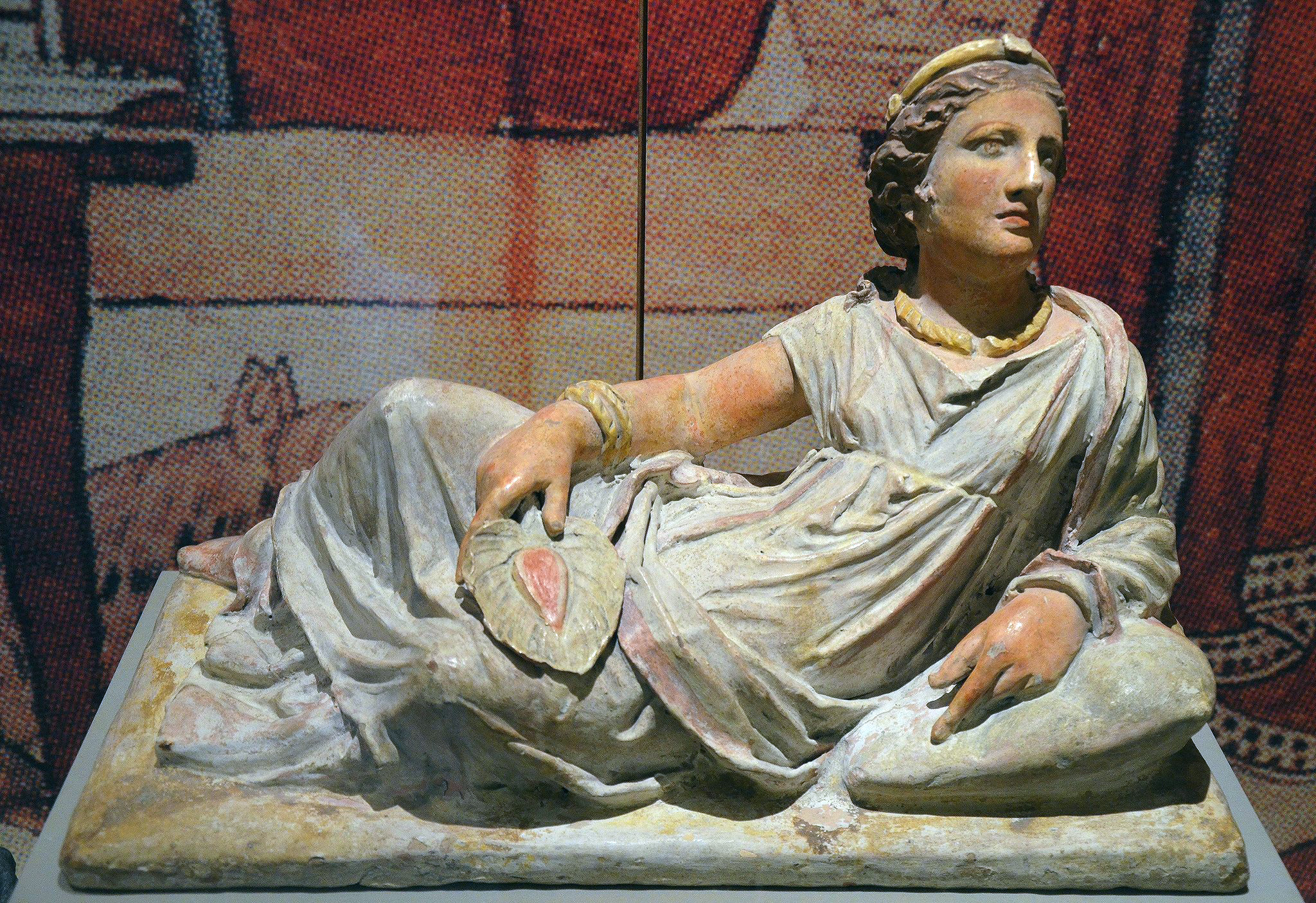
Sarcòfag d'una dona etrusca

S'han trobat nombroses escultures etrusques a les tombes, especialment a Perusa, Volterra i Chiusi, que representen objectes o temes mitològics. En general, utilitzaven la pedra calcària i la terra cuita i ignoren el marbre. Les estàtues de terracota trobades procedeixen majoritàriament del temple de Veïs. Estàtues assegudes es van trobar a Chiusi. Els etruscs treballaven molt bé el bronze. A Volsinii, es van trobar centenars d'estàtues de bronze. Les figures més anomenades són la Lleona (que és al Capitoli), la Quimera d'Arezzo (a la galeria de Florència) l'Orador (també a la galeria de Florència) i una estàtua d'un noi, que és a Leyden.
Les figures petites són innumerables, especialment en bronze, i en general representen la Tyrrhena sigilla dels romans; també hi ha canelobres, i una gran varietat d'objectes d'ornament i utensilis. Els etruscs gravaven miralls de bronze (anomenats erròniament Paterae), dels que també se n'han descobert centenars. Algunes copes d'or i altres treballs de foneria i orfebreria s'han trobat al llarg dels anys i mostren clares influències orientals. L'orfebreria era, en general, molt rica i de formes complexes.
L'Apol·lo de Veïs és un bon exemple del mestratge amb què els artistes etruscs van produir aquestes grans peces d'art. Es va fer, juntament amb altres, per adornar el temple a la línia del sostre de Portonaccio. Encara que el seu estil recorda al grec Koúros de Kroisos, tenir estàtues a la part superior del terrat va ser una idea original etrusca.

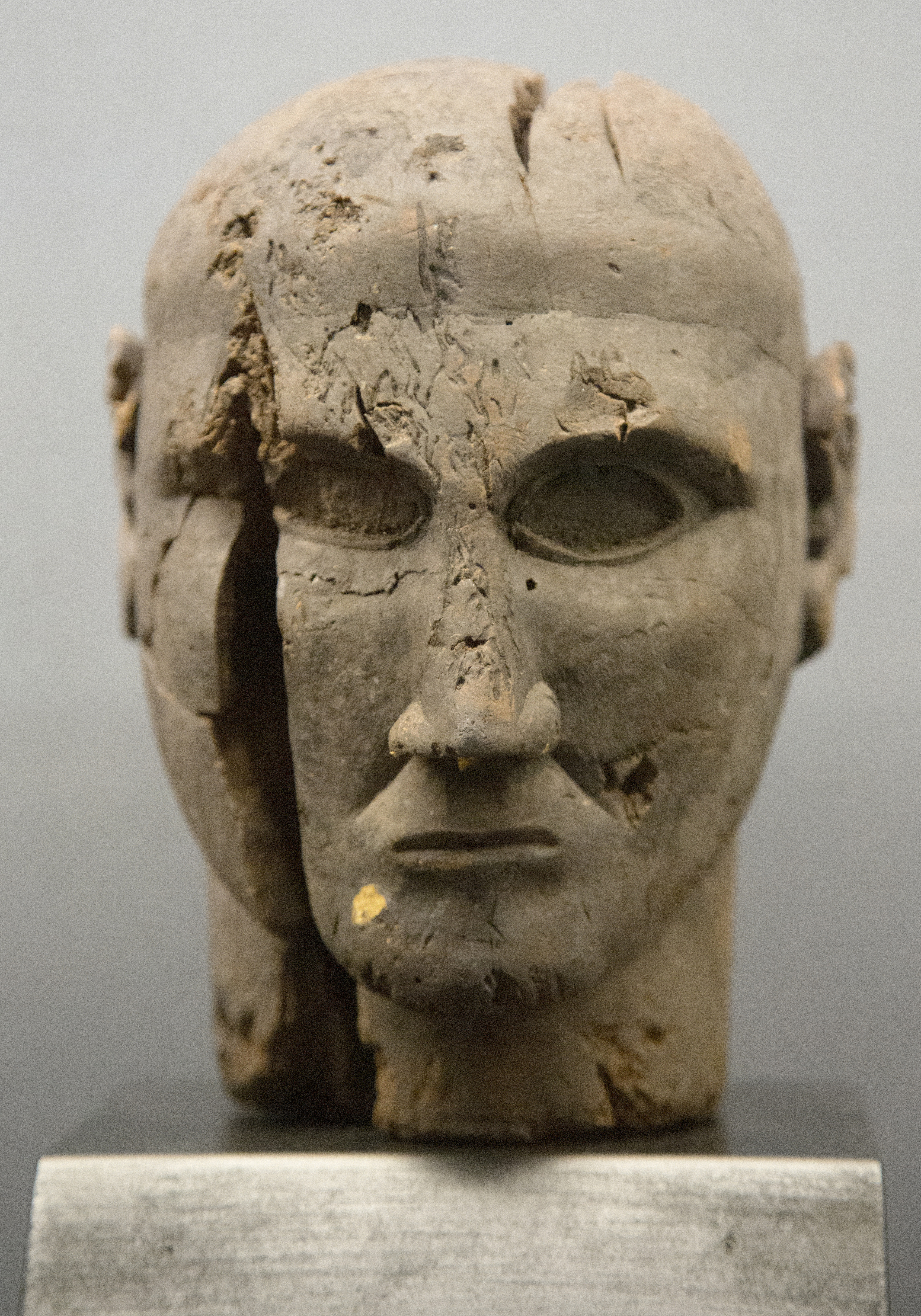
Cap de fusta de pera etrusca, segle vii aC
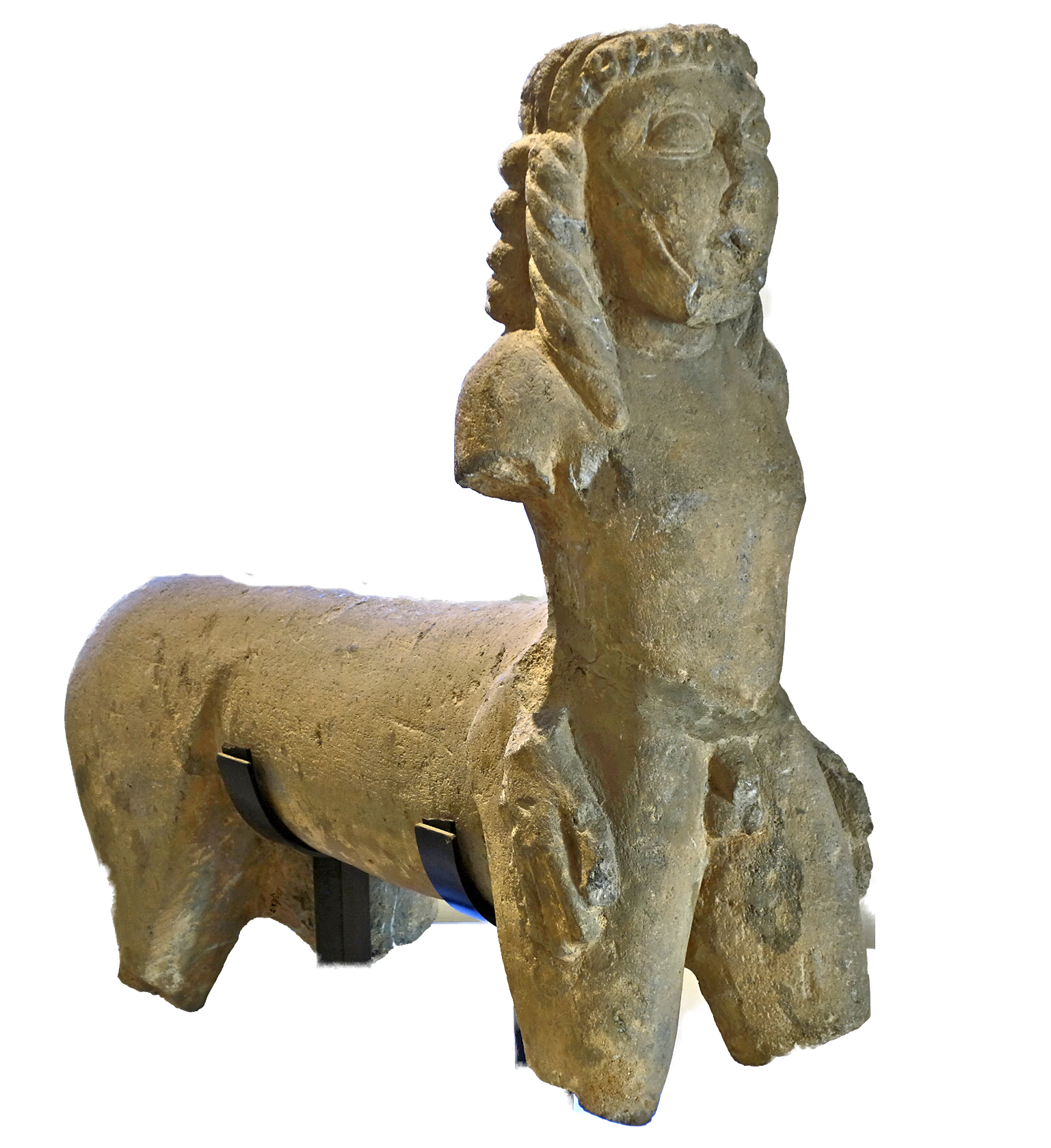
Centaure de Volci, c. 590–580 aC
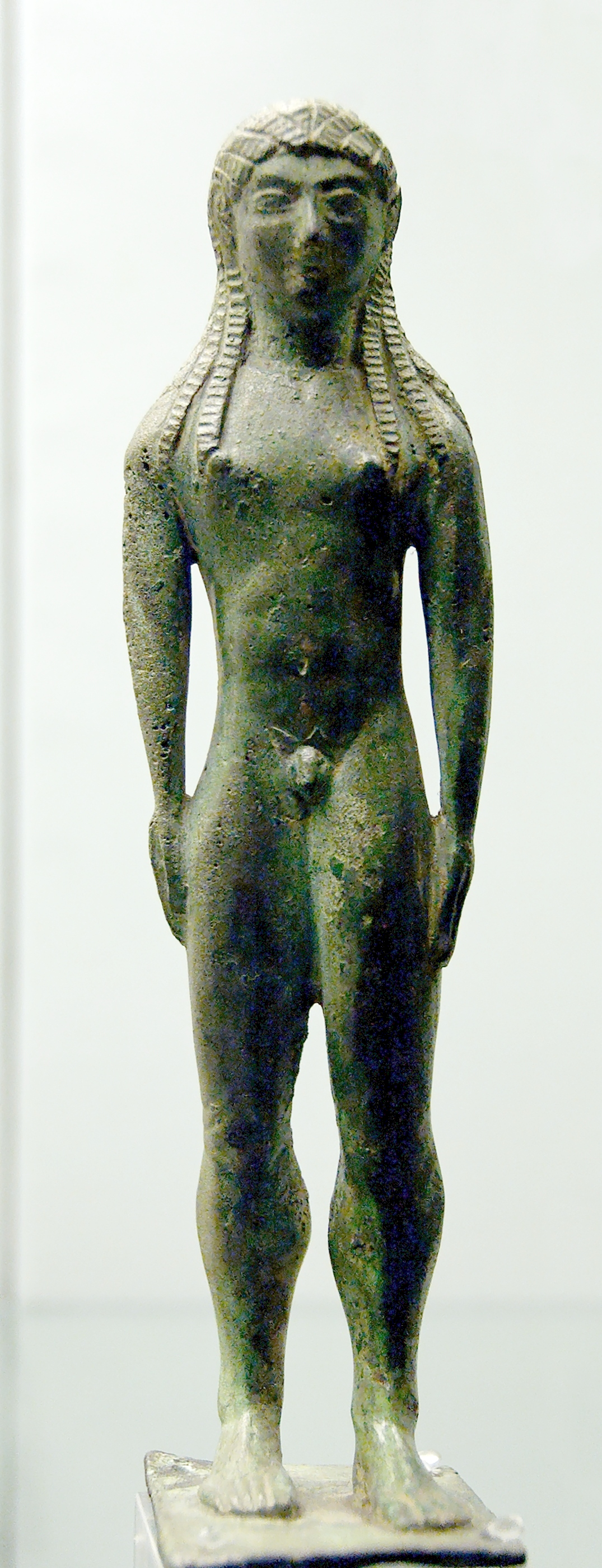
Jove nu, estatueta votiva. Bronze. Chiusi, 550–530 aC
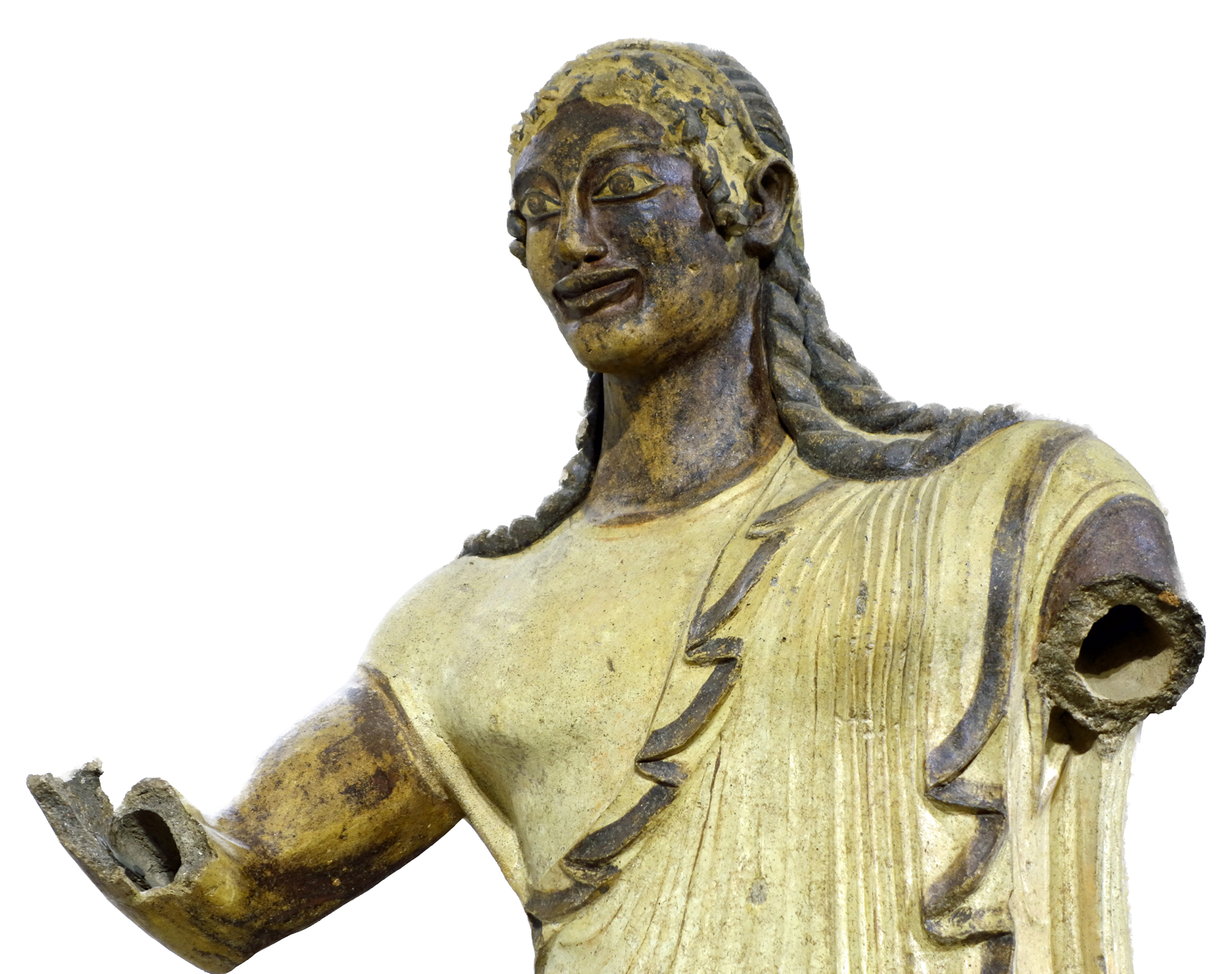
Apol·lo de Veïs, c. 550–520 aC
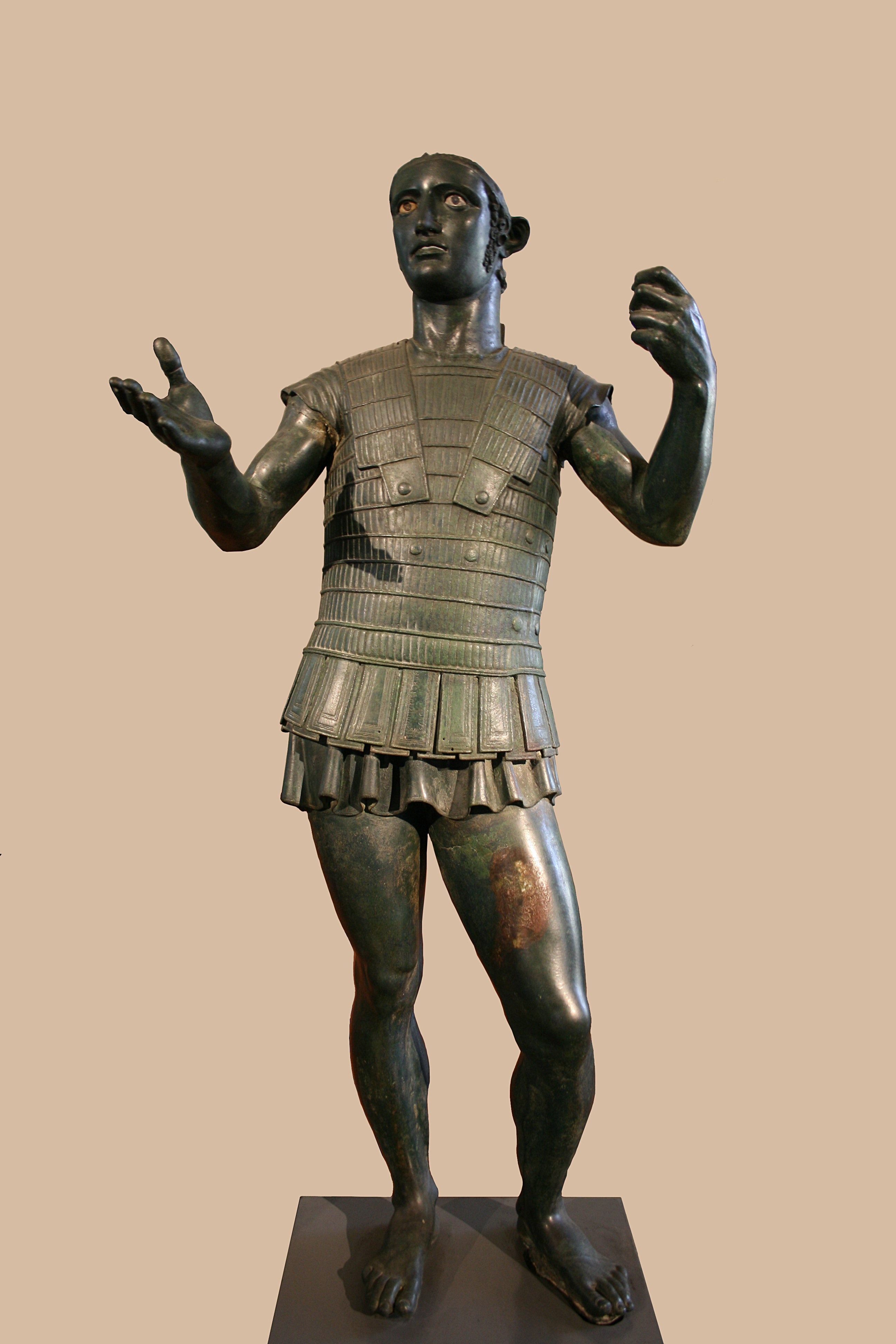
Mart de Todi, c. 400 aC
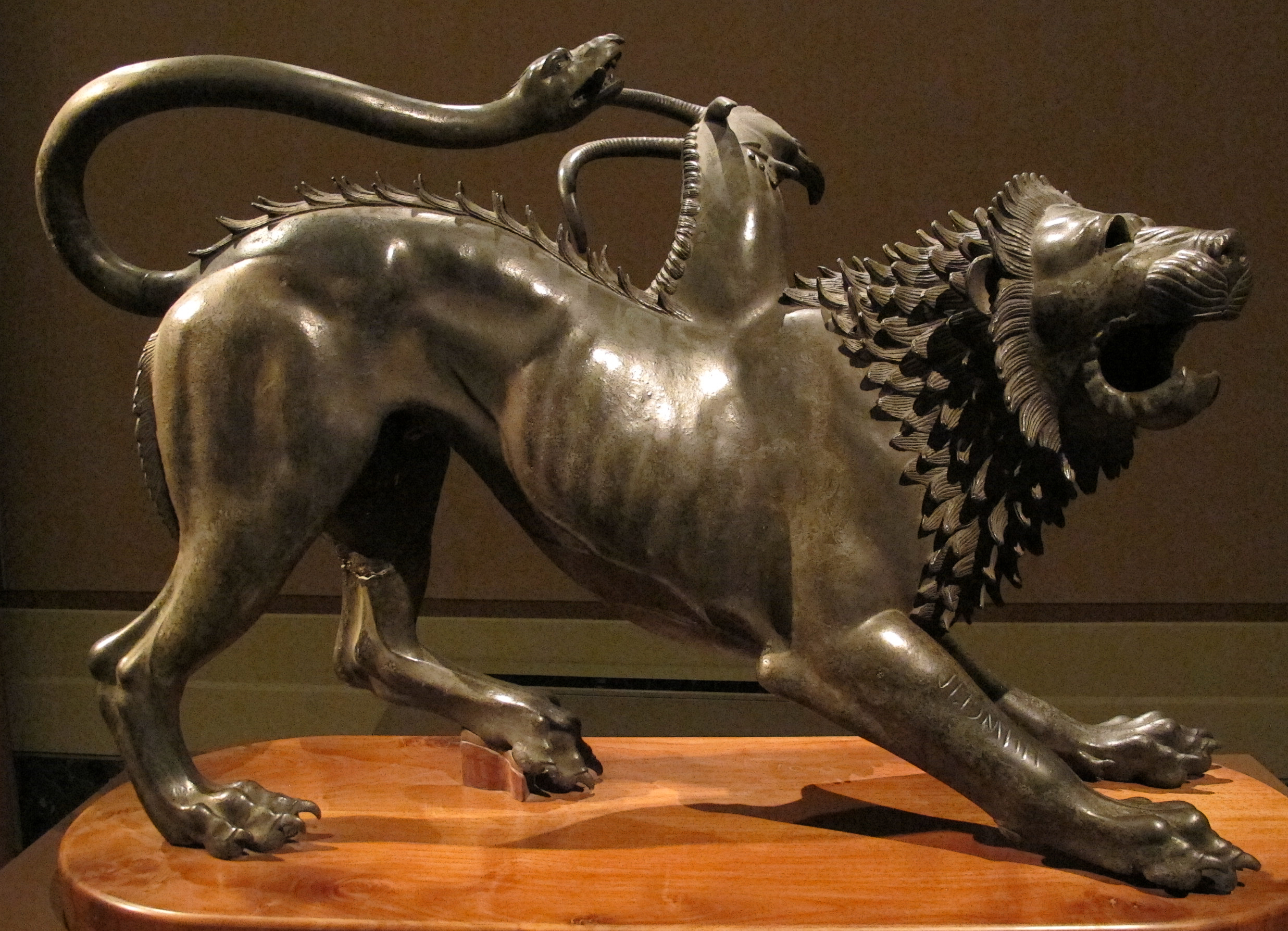
Quimera d'Arezzo, c. 400 aC
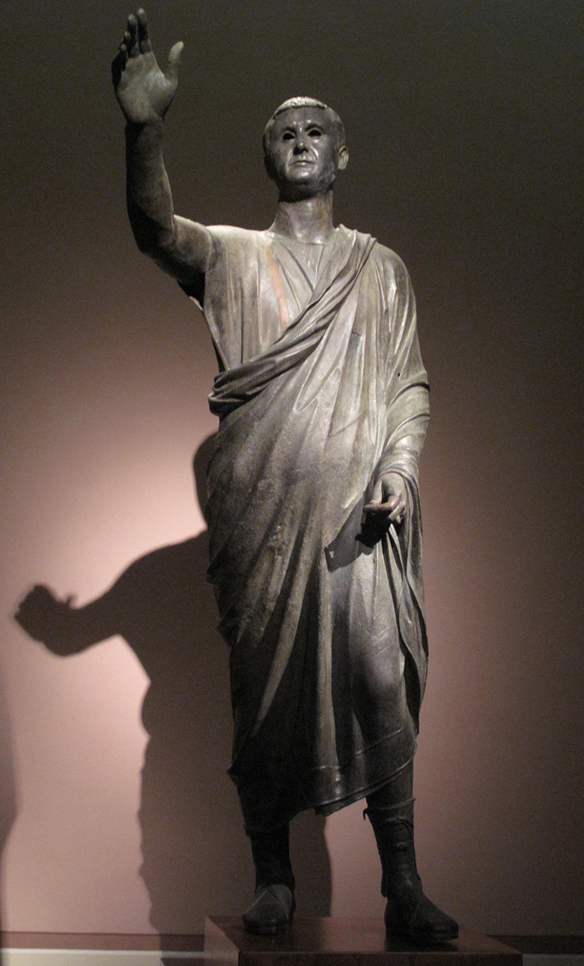
L'Orador, estàtua de bronze romano-etrusca, c. 100 aC

## Pintura mural

Lleopards enfrontats sobre una escena de banquet a la Tomba dels lleopards, a la Necròpoli de Monterozzi, c. 480–450 aC.

Les pintures etrusques que s'han conservat són gairebé totes frescs de parets procedents de tombes, localitzades principalment a Tarquínia, i que daten aproximadament entre el 670 aC i el 200 aC, amb el pic de producció entre el 520 i el 440 aC aproximadament. Els grecs molt poques vegades pintaven les seves tombes en el període equivalent, amb rares excepcions com la Tomba del capbussador a Paestum i al sud d'Itàlia, i les tombes reials de Macedònia a Vergina. Tota la tradició de la pintura grega sobre parets i panells, sens dubte la forma d'art que els contemporanis grecs consideraven la seva més gran, s'ha perdut gairebé completament, donant-li a la tradició etrusca, que sens dubte va treure molt dels exemples grecs, una importància afegida, fins i tot si no apropa a la qualitat i la sofisticació dels millors mestres grecs. De les fonts literàries queda clar que temples, cases i altres edificis també tenien pintures murals, però totes aquestes s'han perdut, com els seus equivalents grecs.
Les tombes etrusques, que albergaven les restes de llinatges sencers, aparentment eren llocs de rituals familiars recurrents, i els temes de les pintures probablement tenen un caràcter més religiós del que podria semblar a primera vista. S'han trobat uns quants panells de terracota pintada desmuntables en tombes, de fins a un metre d'alçada, i fragments al centre de les ciutats.
Els frescos es creen aplicant pintura sobre guix fresc, de manera que quan el guix s'asseca el quadre passa a formar part del guix i, en conseqüència, forma part integrant de la paret. Els colors es creaven a partir de minerals triturats de diferents colors i després es barrejaven amb la pintura. Els pinzells fins estaven fets de pèl d'animals.
Des de mitjans del segle iv aC es va començar a utilitzar el modelatge clarobscur per retratar la profunditat i el volum.
De vegades es representen escenes de la vida quotidiana, però més sovint escenes mitològiques tradicionals, generalment reconeixibles de la mitologia grega, que els etruscs semblen haver adoptat en gran part. Les escenes de simpòsium són habituals i es troben escenes d'esports i de caça. La representació de l'anatomia humana mai s'acosta als nivells grecs. El concepte de proporció no apareix en cap fresc supervivent i sovint trobem retrats d'animals o homes desproporcionats. Diversos tipus d'ornament cobreixen gran part de la superfície entre escenes figuratives.

## Ceràmica
La ceràmica d'importació coríntia o àtica va influir en la de fabricació local, que es va desenvolupar en objectes de dos tipus: la ceràmica llisa i negra (la principal, la del bucchero nero) o la d'imitació de la grega de figures negres anomenades hídries ceretanes. Les ceràmiques trobades a la tomba Regolini-Galassi són les més importants. Els principals objectes provenen d'Arretium i Clúsium, adornats amb figures en relleu, moltes d'elles grotesques i de caràcter oriental. Les gerres pintades s'han trobat a Clúsium, Tarquinii i Vulci, són conegudes com a vasos etruscs i estan clarament influïdes per l'art grec i quasi idèntiques a les trobades a Campània, sud d'Itàlia, Sicília i Grècia: representen elements mitològics grecs.

## Arquitectura
L'arquitectura de les cases etrusques s'inicia amb les primeres barraques circulars i rectangulars que es troben representades entre d'altres a les necròpolis del Laci: Tarquínia, Vetulònia, Cerveteri i Populònia. Després es troba un model de casa rectangular més complex amb teulada a doble vessant, amb loggia, i amb decoracions a les parets exteriors. A l'arquitectura funerària del segle vii aC es troben sepulcres amb fossa de càmera o passadís. Inicialment aquestes tombes eren petites, i després, com a Cerveteri, van prendre forma de túmul que cobria els sepulcres. Les sales amb tolos, una coberta en forma de cúpula es feien amb blocs o lloses de pedra.
L'arquitectura de volta s'utilitzava per a monuments funeraris, ponts i portes, segons els exemples trobats a Volterra, Cortona i Perusa. Els temples etruscs, de vegades de tipus perípter (envoltats de columnes), tenien un dels costats obert per poder accedir a l'interior, i tres costats tancats amb mans o amb pedra. Tenien una coberta de fusta, decorada amb festons i estàtues de terracota pintada.

## Orfebreria

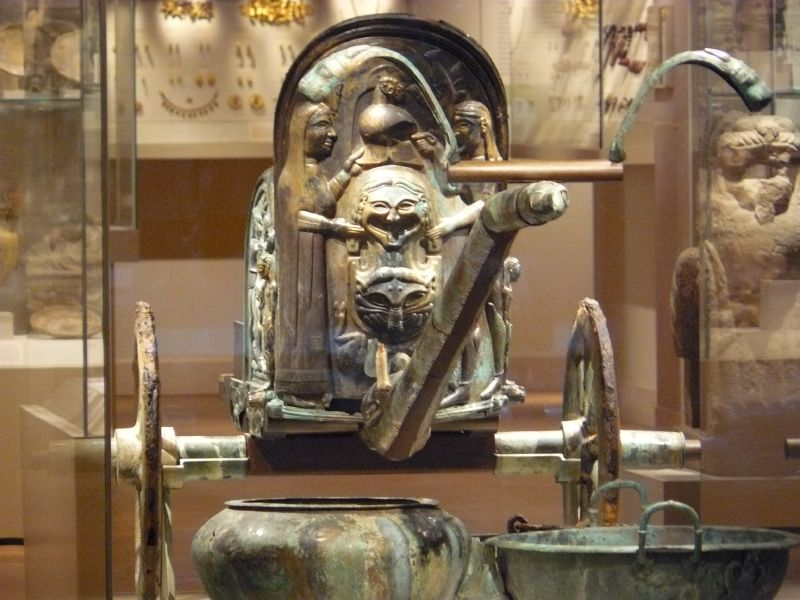
carro de Monteleone amb incrustacions d'ivori (530 aC)

Els etruscs eren mestres del treball del bronze, com ho demostren els nombrosos exemples destacats als museus i els relats de les estàtues enviades a Roma després de la seva conquesta. Segons Plini, els romans van saquejar 2.000 estàtues de bronze només de la ciutat de Volsinii després de capturar-la.
El carro de Monteleone és un dels millors exemples de grans obres de bronze i és la millor conservada i la més completa de les obres supervivents.
Els etruscs tenien una forta tradició de treballar el bronze des de temps molt primerencs, i els seus petits bronzes s'exportaven àmpliament. A part del bronze fos, els etruscs també eren hàbils en el gravat de peces colades amb imatges lineals complexes, les línies de les quals s'omplien d'un material blanc per ressaltar-les; en les condicions dels museus moderns amb aquest farciment perdut, i la superfície inevitablement una mica degradada, sovint són molt menys cridaners i més difícils de llegir del que hauria estat el cas original. Aquesta tècnica s'aplicava principalment a la part posterior arrodonida dels miralls de bronze polits i als costats de la cistae. Un centre important per a la fabricació de cista va ser Praeneste, que una mica com la Roma primitiva era una ciutat de parla itàlica a l'esfera cultural etrusca. Alguns miralls o cobertes de miralls (utilitzades per protegir la superfície reflectant del mirall) estan en baix relleu.

## Literatura

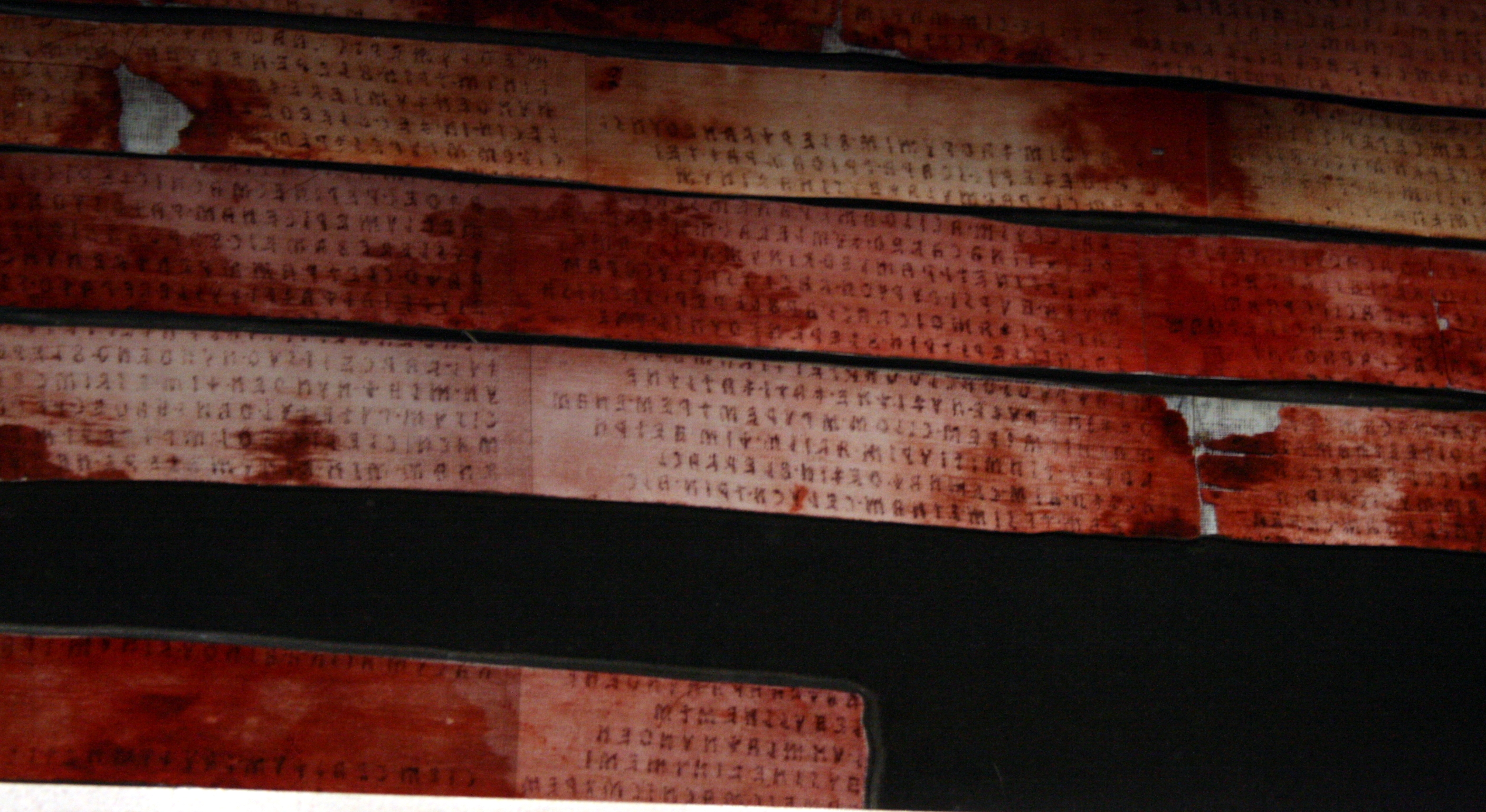
Mostres d'escriptura etrusca, del Liber Linteus Zagrabiensis

Els textos etruscs, escrits en un espai de set segles, utilitzen una forma de l'alfabet grec a causa del contacte estret entre els etruscs i les colònies gregues a Pithekoussai i Cumae al segle viii aC. (fins que va deixar d'utilitzar-se, a principis del segle i dC). Les inscripcions etrusques van desaparèixer de Chiusi, Perusa i Arezzo per aquesta època. Només se'n conserven alguns fragments, textos religiosos i sobretot funeraris, la majoria tardans (del segle iv aC). A més dels textos originals que han arribat fins als nostres dies, hi ha un gran nombre de cites i al·lusions d'autors clàssics. Al segle i aC, Diodor de Sicília va escriure que la cultura literària era un dels grans assoliments dels etruscs. Se'n sap poc i fins i tot el que se sap de la seva llengua es deu a la repetició de les mateixes poques paraules en les nombroses inscripcions trobades (per mitjà dels epitafis moderns) contrastades en textos bilingües o trilingües amb el llatí i el púnic. D'entre els gèneres utilitzats, només n'esmenta un d'aquests Volni (Volnius) citat a les fonts clàssiques. Amb algunes excepcions, com el Liber Linteus Zagrabiensis, els únics registres escrits en llengua etrusca que queden són inscripcions, principalment funeràries. La llengua s'escriu en l'alfabet etrusc, una escriptura relacionada amb l'alfabet grec eubeu. Es coneixen molts milers d'inscripcions en etrusc, la majoria epitafis, i uns quants textos molt breus, principalment religiosos. La literatura imaginativa etrusca només s'evidencia en referències d'autors romans posteriors, però pel seu art visual és evident que els mites grecs eren ben coneguts.

## Materials

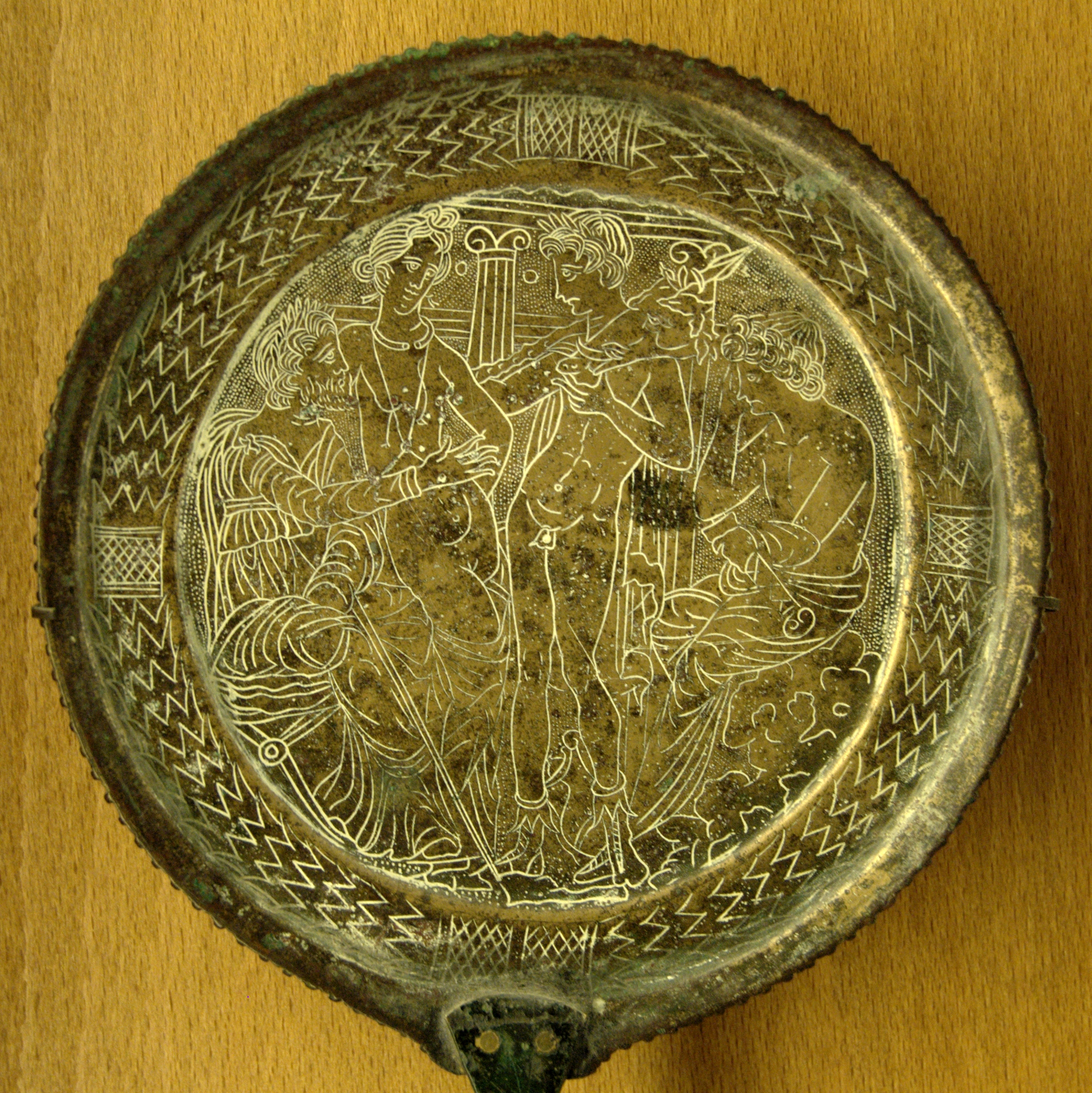
Mirall de bronze. Louvre Br1749

Els etruscs van explotar les mines de ferro d'Elba i les de coure d'Etrúria. Aquestes darreres van permetre els seus treballs de decoració en bronze tan reeixits, i també armes i elements per a la flota. Amb bronze van fer les monedes, que eren grosses i estaven fetes amb motllos i no manualment.
D'origen etrusc semblen objectes d'ús diari per a la comoditat de la vida: entre aquests, el vestit ornamental per a les processons triomfals (que semblen un invent etrusc) i els vestits dels reis i magistrats de Roma (Toga picta, toga praetexta, bulla daurada, la cadira curul d'ivori). Els etruscs eren molt aficionats a la gastronomia i a la bona taula, i foren ridiculitzats pels romans perquè eren molts grossos, en general.
L'art etrusc va perdre la seva originalitat al segle iv aC i es va convertir en una prolongació del grec, al qual es va assimilar al segle iii aC.